# Ronnie Whelan
Ronald 'Ronnie' Andrew Whelan  (* 25. September 1961 in Dublin) ist ein ehemaliger irischer Fußballspieler.
Whelan kam 1979 als junger Spieler von Irland zum FC Liverpool. Sein Premier-League-Debüt gab er 1981 und wurde Stammspieler im linken Mittelfeld der 1980er Jahre Mannschaft als Ray Kennedy seine Karriere beendete. Mit dem FC Liverpool gewann er 1984 den Europapokal der Landesmeister. Er war 1985 am Europapokal-Endspiel zwischen dem FC Liverpool und Juventus Turin beteiligt, als es im Heysel-Stadion von Brüssel zur Katastrophe von Heysel kam.
Mit der irischen Nationalmannschaft nahm er an der Fußball-Europameisterschaft 1988 in Deutschland teil. 
Insgesamt bestritt er 53 Länderspiele, in denen er 3 Tore erzielte. 
Beim FC Liverpool beendete er 1994 seine aktive Laufbahn.

## Erfolge
- Englischer Meister (6):  1981/82,  1982/83,  1983/84,  1985/86,  1987/88,  1989/90
- FA-Cup-Sieger (3): 1986, 1989, 1992
- Englischer Ligapokalsieger (3): 1982, 1983, 1984
- FA-Charity-Shield-Sieger (5): 1982, 1986, 1988, 1989, 1990
- Europapokal der Landesmeister (2): 1980/81, 1983/84

| Personendaten    | Personendaten                        |
| ---------------- | ------------------------------------ |
| NAME             | Whelan, Ronnie                       |
| ALTERNATIVNAMEN  | Whelan, Ronald Andrew                |
| KURZBESCHREIBUNG | irischer Fußballspieler und -trainer |
| GEBURTSDATUM     | 25. September 1961                   |
| GEBURTSORT       | Dublin                               |